# Transports dans la Haute-Loire
Les transports dans le département français de la Haute-Loire sont, comme dans beaucoup de territoires ruraux et montagneux, peu performants. La lenteur des transports terrestres (en cours d'amélioration toutefois en direction de Saint-Étienne et Lyon) explique le sentiment d'enclavement de ce département et l'existence d'une liaison aérienne quotidienne entre Paris et Le Puy-en-Velay, bien que cette agglomération compte moins de 40 000 habitants.

## Transport routier

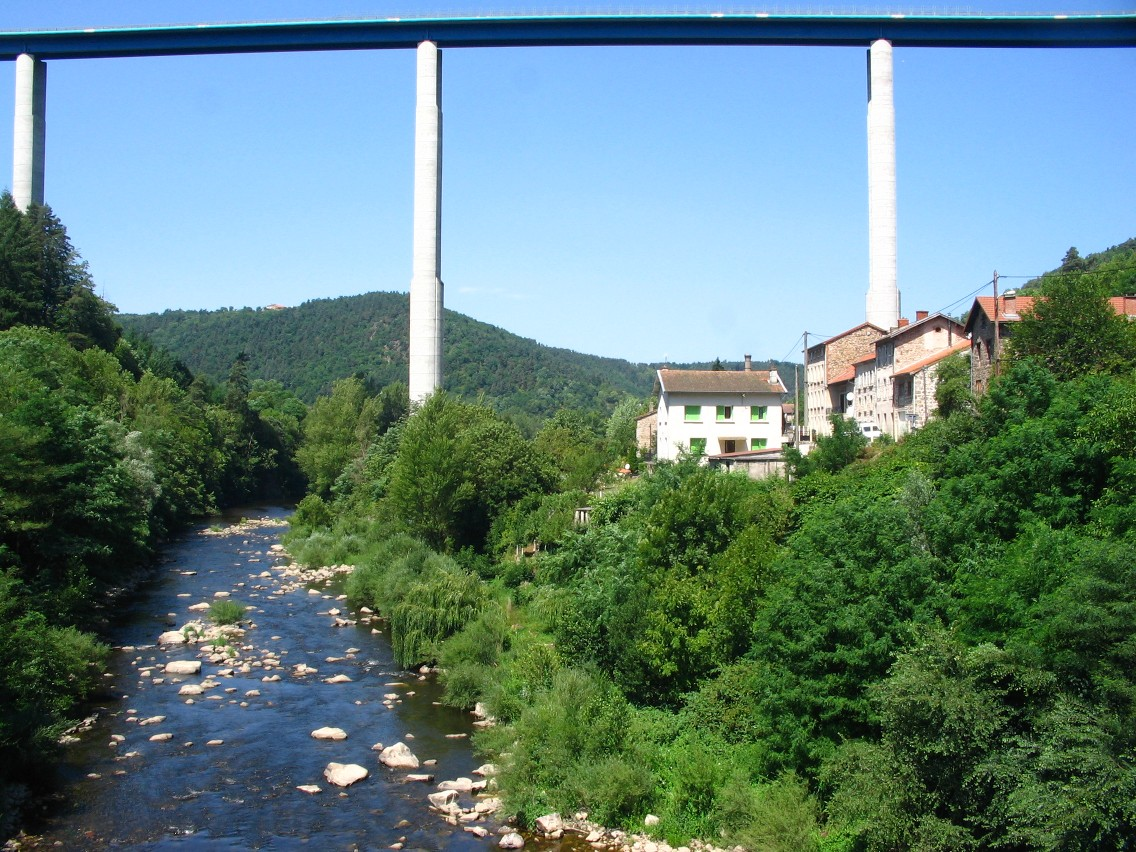
Le viaduc du Lignon permet à la route nationale 88 de franchir le Lignon du Velay au sud de Monistrol-sur-Loire.

### Infrastructures routières
La Haute-Loire ne compte qu'un court tronçon d'autoroute, l'A75, à l'extrémité nord-ouest du département. Celle-ci ne dessert directement aucune agglomération importante de la Haute-Loire, mais la route nationale 102 qui s'en sépare dessert Brioude et Le Puy-en-Velay ; l'A75 et la RN 102 relient ainsi le département à Clermont-Ferrand.
Le principal axe routier du département est aujourd'hui la route nationale 88, qui relie Toulouse à Lyon par Le Puy-en-Velay ; le récent accroissement démographique du nord-est du département (où se trouvent aujourd'hui les deuxième et troisième communes les plus peuplées du département) a conduit à la mise à 2x2 voies partielle de cette route entre Le Puy et Saint-Étienne.

### Transport collectif de voyageurs
La Haute-Loire est desservie par le réseau régional de transport routier Cars Région, dont le réseau de la Haute-Loire compte près d'une vingtaine de lignes régulières.

## Transport ferroviaire

### Historique

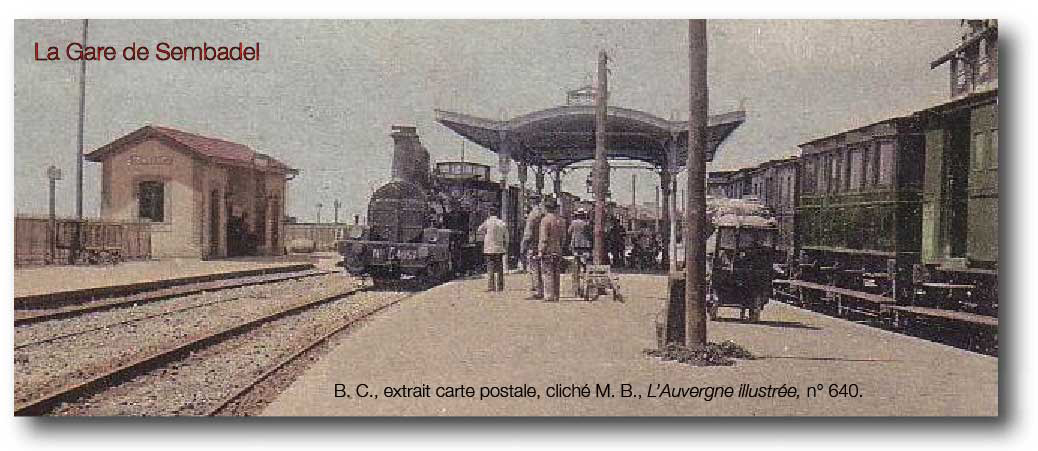
La gare de Sembadel au début du XXe siècle. Ancien carrefour de deux lignes, Sembadel n'est aujourd'hui plus desservie par des trains commerciaux.

La première ligne de chemin de fer ouverte dans le département est la ligne de Saint-Germain-des-Fossés à Nîmes-Courbessac, mise en service en 1856-1857 jusqu'à Brioude mais achevée en 1870 seulement. Le réseau d’intérêt général du département, principalement concédé à la Compagnie des chemins de fer de Paris à Lyon et à la Méditerranée (PLM), n'a jamais été très étendu, en raison du faible potentiel de ce département rural et peu peuplé et des contraintes du relief. À la veille de la Première Guerre mondiale, le chemin de fer d’intérêt général à écartement normal atteignait toutefois Allègre, Brioude, La Chaise-Dieu, Craponne-sur-Arzon, Dunières, Monistrol-sur-Loire, Le Puy-en-Velay ou encore Retournac, par des lignes presque toutes à voie unique. Le projet de ligne transcévenole entre Le Puy et Aubenas ne sera jamais achevé.
La Haute-Loire n'a jamais été desservie par des chemins de fer d’intérêt local, mais un réseau à écartement métrique, le réseau du Vivarais, classé d'intérêt général, reliait l'Ardèche et la Haute-Loire en desservant notamment Yssingeaux et Le Chambon-sur-Lignon.
Toutes les lignes à écartement métrique et une partie des lignes à écartement normal fermèrent au cours de la deuxième moitié du XXe siècle.
|                                             |
| Le réseau ferroviaire à son apogée en 1930. |

|                                     |
| Le réseau ferroviaire de nos jours. |

|                                                    |
| Carte animée de l’évolution du réseau ferroviaire. |

### Situation actuelle

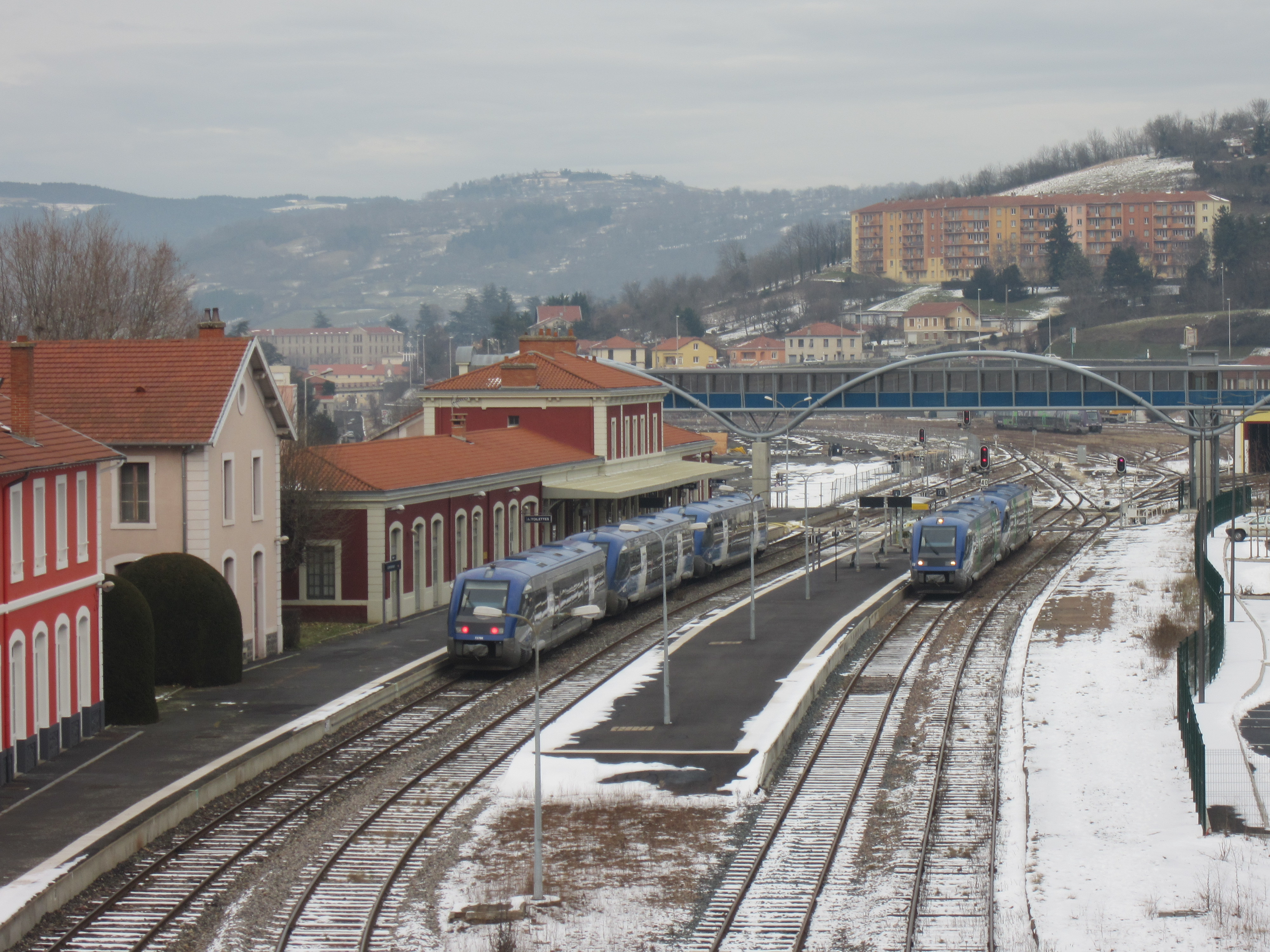
Deux unités multiples de X 73500 en gare du Puy-en-Velay en 2015.

Le transport ferroviaire est peu fréquenté dans la Haute-Loire, deux gares seulement dépassant les 100 000 voyageurs en 2019 (Le Puy-en-Velay avec 272 000 voyageurs et Bas-Monistrol avec 102 000 voyageurs).
Les deux principales lignes ferroviaires de la Haute-Loire sont la ligne de Saint-Germain-des-Fossés à Nîmes-Courbessac et la ligne de Saint-Georges-d'Aurac à Saint-Étienne-Châteaucreux, toutes deux à voie unique et non électrifiées. La première voit son importance décliner du nord au sud, au fur et à mesure que s'en détachent la ligne de Figeac à Arvant puis la ligne de Saint-Georges-d'Aurac à Saint-Étienne-Châteaucreux ; cette dernière possède deux tronçons très différents, celui à l'ouest du Puy étant peu fréquenté tandis que celui entre le Puy et Saint-Étienne voit son trafic progresser.

## Transport aérien
L'aéroport du Puy-en-Velay - Loudes est l'un des moins fréquentés de France métropolitaine parmi ceux proposant des vols réguliers (moins de 6 000 passagers en 2019), mais sa liaison quotidienne vers Paris-Orly est vitale pour une ville qui ne bénéficie pas d'une liaison ferroviaire ou routière performante vers la capitale.
L'aérodrome de Brioude - Beaumont est quant à lui réservé à l'aviation légère de tourisme et de loisirs.

## Transports en commun urbains et périurbains
La communauté d'agglomération du Puy-en-Velay est la seule autorité organisatrice de la mobilité du département. Elle organise un réseau de transport baptisé Tudip, composé de lignes régulières urbaines et périurbaines et de transport à la demande desservant la plupart des communes de son vaste ressort territorial.
Le tramway du Puy-en-Velay a desservi la ville de 1896 à 1914.

## Modes actifs
Le département est traversé par plusieurs voies vertes, véloroutes et sentiers de grande randonnée.